# Temu putri
Curcuma petiolata
Espèce
Classification phylogénétique

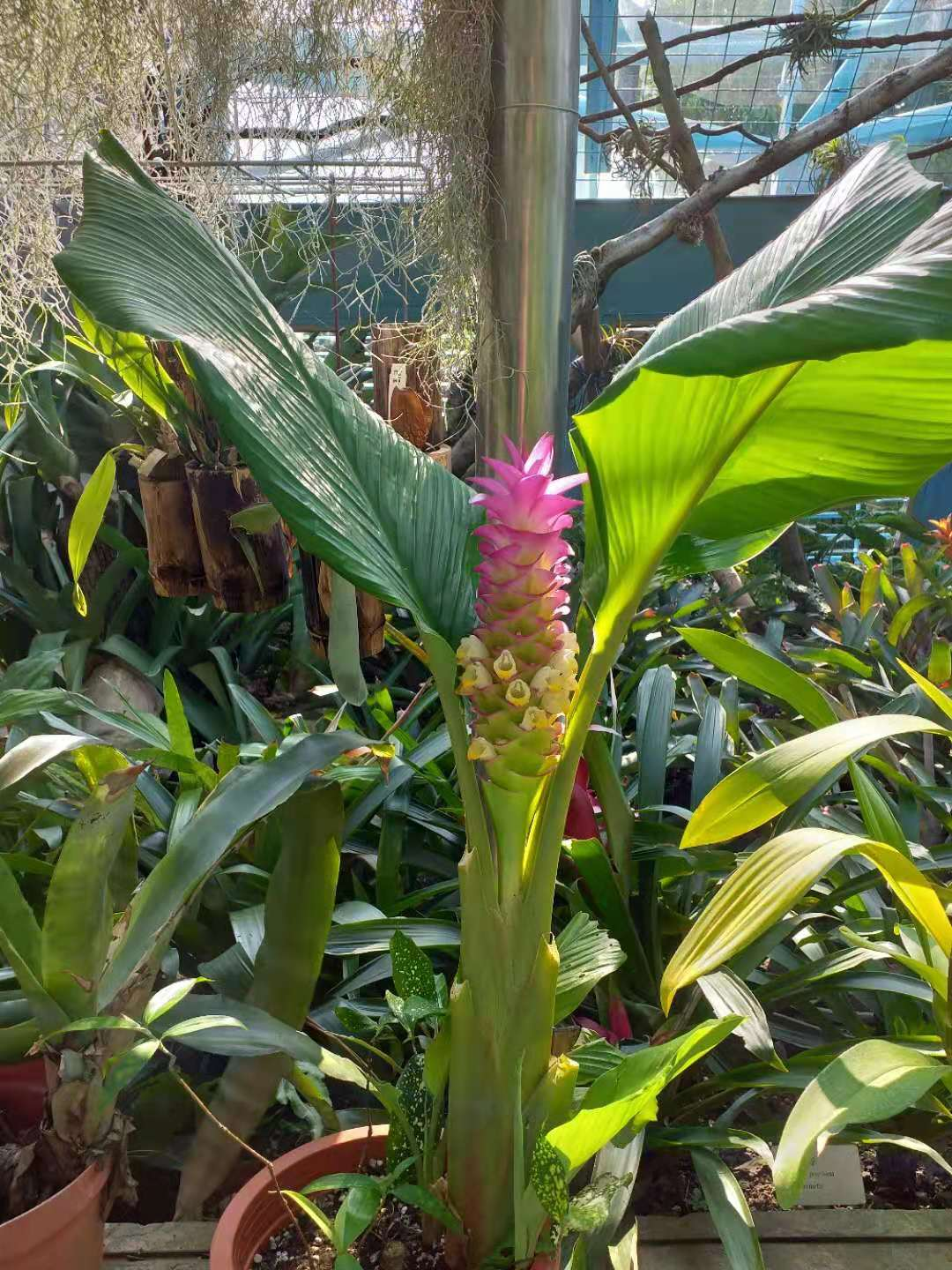
Curcuma petiolata Roxb.

Le Temu putri (Curcuma petiolata) est une espèce de plante herbacée rhizomateuse vivace du genre Curcuma de la famille des Zingibéracées.
Cette plante est maintenant difficile à trouver. Le rhizome a un parfum similaire à celui de l'huile de menthe poivrée mais très faible.
Originaire de l'Asie du Sud-Est, de l'Indo-Chine à l'île de Java.
On l'appelle "Temu putri" ou "Temu badur" en Javanais, et "koneng bokor" en Sundanais.

## Utilisation
Elle est utilisée comme plante médicinale en Indonésie.
Elle aide à la digestion, est un remède aux douleurs d'estomac, favorise l'appétit, aide à régénérer le sang des femmes qui viennent d'accoucher, et est indiquée contre les fièvres dues aux maladies infectieuses.

## Synonymes
- Curcuma cordata Wall., Pl. Asiat. Rar. 1: 8 (1829).
- Curcuma petiolaris auct., Gard. Chron. 1871: 6 (1871).